# On-screen display

OSD em uma TV mostrando canal e volume

On-screen display (OSD abreviado) é uma imagem sobreposta a uma imagem de tela, comumente usado por conjuntos modernos de televisão, videocassetes e aparelhos de DVD para exibir informações como volume, canal e hora.

## História
No passado, a maioria dos ajustamentos em televisores foram realizadas com controles analógicos, tais como interruptores e potenciômetros. Estes ainda são usados em TVs portáteis monocromáticas modernas. 
Alguns dos primeiros televisores equipados OSD foram introduzidas pela RCA no final de 1970, simplesmente exibindo o número do canal e da hora do dia na parte inferior da tela. Na década de 1980, TVs com capacidade OSD começam a ser mais comuns, como a série de Zenith "System 3". Foi creditado ao Akai a introdução de OSD em videocassetes na década de 1980, incluindo a introdução de programação na tela. Em meados da década de 1990, videocassetes com estas exposições se tornam amplamente disponíveis. Isto tornou possível para reduzir o tamanho (e custo) do visor VFD ou LCD no VCR. 
Mais recentemente (a partir de cerca de 2005), o declínio nos aparelhos de TV baseada em CRT e aumento dos televisores LCD / plasma tem visto o uso e disponibilidade dedicado para OSD em declínio. Monitores de televisão LCD modernas incorporam geralmente apenas dois ou três circuitos integrados. Exemplos de circuitos integrados para executar OSD dedicado são MAX7456 e STV5730. Ambos operam com NTSC ou PAL, a mistura com um sinal existente ou auto-geração. Ambos têm ligeiramente diferentes capacidades. 

## Computadores

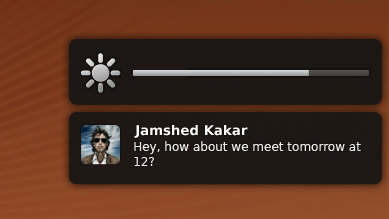
Notificação de OSD no Ubuntu

Alguns softwares de computador também usa OSDs, especialmente programas de apoio às chamadas "teclados aprimoradas", que muitas vezes tinham mídias adicionais, como pular através de faixas de música e ajuste de volume.
Exibições na tela também são usados em câmeras de vídeo para definir, por exemplo, quando a câmera de vídeo está ligada.

## Aeromodelos
OSD são usados para adição de uma camada de texto sobre o vídeo com dados vitais do voo principalmente quando usado no FPV (sistema de voo em primeira pessoa) onde você voa olhando na tela.